# Tenema N’Diaye
Tenema N’Diaye (* 13. Februar 1981 in Bamako) ist ein ehemaliger malischer Fußballspieler. Der Stürmer nahm mit der malischen Fußballnationalmannschaft an den Olympischen Sommerspielen 2004 in Athen teil.

## Karriere
N’Diaye wurde in Bamako geboren. Nach Stationen in Tunesien, Hongkong, Dubai und den Vereinigten Arabischen Emirate ging er im August 2010 zum FC Metz. Am Ende seiner Karriere spielte er noch in Griechenland und Zypern.
N’Diaye war Mitglied der Malischen U20-Nationalmannschaft bei den U-20-Fußball-Weltmeisterschaft 1999. Die Mannschaft kam in Gruppe D auf den ersten Platz, verlor jedoch gegen Spanien im Halbfinale und gewann gegen Uruguay im Kampf um den dritten Platz.
Er war dann 2004 Mitglied der malischen Fußballnationalmannschaft bei den Olympischen Sommerspielen. Das Team kam ins Viertelfinale, verlor aber gegen Italien und kam so auf Rang 5.